# Gerd Cintl
Gerd Cintl (n. 11 decembrie 1938, Düsseldorf, Germania – d. 26 decembrie 2017, Düsseldorf, Germania) a fost un canotor ce a reprezentat Germania, medaliat olimpic. A participat la o ediție a Jocurilor Olimpice (1960) în care a câștigat o medalie de aur.

## Participări
Lista de mai jos prezintă principalele competiții la care a participat Gerd Cintl de-a lungul carierei.
- Canottaggio ai Giochi della XVII Olimpiade - Quattro con maschile[*][5]